# Dídac d'Osma
|  | Per a altres significats, vegeu «Dídac d'Alcalà». |

Dídac d'Osma o Diego de Acebes (de vegades citat com a Diego de Acevedo) (Villaseca de Arciel, Sòria, segona meitat del segle xii - El Burgo de Osma, 30 de desembre de 1207) fou bisbe de la diòcesi d'Osma. Ha estat proclamat venerable per l'Església catòlica.

## Biografia
Diego de Acebes fou bisbe d'Osma des de 1201 fins a la seva mort. Hi conegué el jove Domènec de Guzmán a qui nomenà canonge.
En 1206 Acebes i Sant Domènec deixaren Castella; no se sap del cert i l'objectiu era demanar al papa Innocenci III que li permetés de renunciar al bisbat, si fer un pelegrinatge a Roma o si anaven en missió diplomàtica a Dinamarca, on Alfons VIII de Castella volia fer arribar un missatge al rei Valdemar II de Dinamarca. En tornar i passar per les terres occitanes, veieren l'auge que hi prenia el catarisme: per combatre'l, decidiren de restar-hi i es dedicaren a predicar l'ordodòxia catòlica a la regió.
Des de 1205 i fins a la seva mort fundà, amb Domènec, diverses comunitats de preveres i diaques que vivien en comunitat i predicaven entre els càtars. L'obra evangelitzadora continuà i, ja mort Acebes, Domènec fundà, a partir de les comunitats, l'Orde de Predicadors.

## Veneració
És sebollit a una capella de la catedral d'El Burgo de Osma; el seu crani fou enviat, al segle xvii, al convent dels dominics de Màlaga. Fou tingut per persona santa i, especialment en l'Orde Dominic, fou venerat. L'Església catòlica proclamà venerable el bisbe Acebes.